# Municipio de Sargent (Dakota del Norte)
El municipio de Sargent (en inglés: Sargent Township) es un municipio ubicado en el condado de Sargent en el estado estadounidense de Dakota del Norte. En el año 2010 tenía una población de 32 habitantes y una densidad poblacional de 0,34 personas por km².

## Geografía
El municipio de Sargent se encuentra ubicado en las coordenadas 46°3′58″N 97°49′15″O / 46.06611, -97.82083. Según la Oficina del Censo de los Estados Unidos, el municipio tiene una superficie total de 92.94 km², de la cual 92,94 km² corresponden a tierra firme y (0 %) 0 km² es agua.

## Demografía
Según el censo de 2010, había 32 personas residiendo en el municipio de Sargent. La densidad de población era de 0,34 hab./km². De los 32 habitantes, el municipio de Sargent estaba compuesto por el 100 % blancos. Del total de la población el 0 % eran hispanos o latinos de cualquier raza.